# Association des journalistes de l'environnement
 (mars 2017).
Si vous disposez d'ouvrages ou d'articles de référence ou si vous connaissez des sites web de qualité traitant du thème abordé ici, merci de compléter l'article en donnant les références utiles à sa vérifiabilité et en les liant à la section « Notes et références ».
Pour les articles homonymes, voir AJE.
L’Association des journalistes de l’environnement (AJE) est une association francophone de journalistes spécialisés dans les thématiques environnementales.
Elle compte plus de 180 journalistes adhérents et elle a pour vocation de les aider à exercer leur métier dans les meilleures conditions. L’association organise régulièrement des rencontres sur un thème d'actualité, entre ses adhérents et des personnalités. Parfois en collaboration avec d’autres associations de journalistes, comme les JNE (Journalistes-écrivains pour la Nature et l'Environnement), elle propose des rencontres, des conférences et des tables rondes. Au moins une fois par an, ses adhérents sont invités à participer à un voyage d’études sur un sujet spécifique. Olivier Milhomme, journaliste de la lettre professionnelle Presse environnement a été le premier président de l'AJE.
Valéry Laramée de Tannenberg (d), rédacteur en chef du Journal de l'Environnement (ex vice-président des JNE) avait succédé à Anne Bauer, journaliste du quotidien Les Échos, présidente de l'AJE de 2005 à 2011. Esther Amar, journaliste scientifique et médicale, fondatrice et directrice du magazine Israël Science Info, a été présidente de l'AJE de janvier 2016 à avril 2017. Seul candidat en 2017, Valéry Laramée de Tannenberg est à nouveau président de l'AJE. Les vice-présidents sont Esther Amar et Jean-Luc Fessard. Richard Varrault, nommé trésorier, a démissionné en juin 2017 et a été élu président des JNE. Il reste membre de l'AJE. Seul candidat en 2018, Valéry Laramée de Tannenberg est à nouveau président de l'AJE.

## Création
L'association AJE a été créée en 1994 par des journalistes (Esther Amar, René-Martin Simonnet, François Delaunay, Jean Robert, Olivier Milhomme, Jean Bourdelle, Yves Leers, Philippe Dommanget...) principalement issus de la presse professionnelle, et qui devaient couvrir au sein de leur rédaction des sujets peu abordés par les autres associations. C'était le cas des thématiques comme la gestion de l'eau ou des déchets, qui émergeaient à l'époque, à la faveur de plusieurs directives européennes. C'est à cette époque qu'ont été créées et lancées les Rencontres de l'AJE, activité phare de l'AJE dont le principe repose sur une présentation courte et une forte interactivité avec le ou les intervenants, des experts pointus dans leur domaine.
René-Martin Simonnet, fondateur et directeur de Journ'eau, a ancré cette toute jeune association sur le plan statutaire et comptable, de façon intensive, durant les deux premières années de la création de l'AJE, ce qui a assuré la pérennité de l'AJE. Dès le début, les statuts de l'association spécifient que l'adhésion n'est ouverte qu'aux seuls journalistes, là où, par exemple, les JNE accueillent aussi des écrivains, des attachés de presse ou des naturalistes. Il n'est pas obligatoire de disposer d'une carte de presse pour adhérer à l'AJE, mais il est nécessaire de justifier d'une activité journalistique. L'adhésion est soumise aux membres du bureau qui la valident sur présentation de plusieurs productions journalistique du candidat.

## LesRencontres de l'AJE
Outre les Rencontres de l'AJE avec des acteurs de l'environnement, les colloques et les conférences, l'AJE finance des voyages d'étude. L'un d'eux fut réalisé en Guyane en 2011 afin d'observer différents aspects de la préservation de l'environnement : énergie, protection des tortues marines et de la mangrove, lutte contre le trafic illégal de bois et l'orpaillage clandestin, la problématique des déchets, participation de l'Agence spatiale européenne (ESA) à l'état des connaissances sur l'environnement... En 2014 les membres de l'AJE ont participé à un voyage d'étude à Bruxelles autour des engagements de l'Union européenne en faveur du climat. Et en 2015, ils ont organisé un colloque sur le bilan des territoires français et la transition énergétique.
L'AJE dispose de plusieurs outils de communication. L'annuaire papier et électronique qui recense tous les journalistes adhérents et les membres du club des Amis. Mais aussi son site internet qui lui permet d'informer sur la vie de l'association. Une partie du site, réservée aux seuls adhérents, permet d'avoir accès à l'annuaire de tous les membres et à un calendrier des évènements en rapports avec l'environnement. L'AJE est également présente sur les principaux réseaux sociaux : Facebook, twitter, Linkedin...

## Financement
L’AJE est indépendante, et dispose pour son fonctionnement des cotisations de plus de 130 adhérents journalistes et des membres du Club des amis (Centre de recherche, entreprises privées, institutions publiques, ONG...). Selon les statuts de l'association, les subventions des Amis de l'AJE, et notamment des entreprises privées sont  plafonnées en fonction de leur chiffre d'affaires et de leurs performances environnementales. Par souci d'indépendance politique l'AJE ne demande pas de subventions à l’État.
Des ONG telles que Green Cross ou Sortir du nucléaire font partie du Club des amis de l'AJE. C'est également le cas de sociétés comme Véolia, ou l'Andra, et d'institutions telles que l'Ademe, ou la Commission européenne. Ces adhésions qui contribuent à la majorité du budget de l'AJE, permettent surtout aux organisations diverses d'envoyer des invitations presse par mailing aux 130 journalistes adhérents à l'AJE. Pour financer certaines opérations, et notamment l'édition d'annuaires ou les voyages de presse, l’association fait appel au mécénat.
Ces dernières années, l’agence de l’environnement et de la maîtrise de l’énergie (Ademe) a participé au financement de plusieurs déplacements, organisés par l’association. En 2014, l’institut de radioprotection et de sûreté nucléaire (IRSN) a invité, à Vienne, plusieurs membres de l’association à visiter l’agence internationale de l’énergie atomique (AIEA). Le centre national d’études spatiales (CNES) et les parcs nationaux de France ont participé au financement d'un déplacement en Guyane française en 2011. Tous les membres du bureau de l'AJE sont des journalistes élus et bénévoles. Depuis 2004, l'association salarie à mi-temps son secrétaire général.A

## Accompagner les COP:COP 21,COP 22...
En 2014, l'AJE et les JNE ont créé une structure éphémère (dissoute en mai 2017), l'Association des Journalistes de l'Environnement et du Climat (AJEC21). L'AJEC21 avait pour objectif d'aider les journalistes francophones à préparer la COP21 en les informant sur les enjeux climatiques tout au long de l'année 2015. Ceci en organisant des petits déjeuners, qui ont permis aux 400 adhérents des deux associations de rencontrer des acteurs spécialisés sur ces questions spécifiques.
Des colloques, ouverts au grand-public ont également été organisés sur des thèmes aussi variés que l'histoire du changement climatique, les Outremers et le changement climatique. L'évènement baptisé les 10 h pour l'Outre-mer a rassemblé en juin 2015, scientifiques, politiciens, acteurs de l'environnement et journalistes spécialisés autour d'une émission diffusée en direct sur internet. Un évènement labellisé COP21 par le ministère de l’Écologie. L'AJEC 21 a également permis d'organiser des voyages à l'Institut national de l'énergie solaire (Ines) en Haute-Savoie, ou de découverte des acteurs du développement durable de la ville de Hambourg.
Le 21 octobre 2015, Richard Varrault, trésorier de l'AJE, avait organisé un colloque sur L'histoire du climat : optimum médiéval et petit âge glaciaire, avec des spécialistes des fluctuations du climat au cours des deux derniers millénaires : Fabien Locher et Jean-Baptiste Fressoz, historiens des sciences (CNRS-EHESS), Emmanuel Garnier, historien du climat (CNRS) et Amy Dahan, mathématicienne, historienne des sciences (CNRS, Centre Alexandre Koyré).
COP 22  : en préparation, Valéry Laramée de Tannenberg (d) a organisé le 9 juin 2016 la conférence De la COP21 à la COP22, 22e session de la Conférence des Parties Climat, avec Hakima El Haïté, ministre de l'environnement du Royaume du Maroc. Esther Amar a organisé en juin 2016 la rencontre Impact du réchauffement climatique sur la santé publique, avec un groupe d'experts de l'Inserm, du CNRS, de l'IRD, de la SFSE, et de l'université de Liverpool, puis, le 3 novembre 2016 le colloque Pré COP 22 avec des experts du CNRS, de l'IDDRI, de l'Académie des technologies, de l'IRD, du Conseil scientifique de la Plateforme océan et climat... qui s'est déroulé à l'Agence parisienne du climat, devenue partenaire de l'AJE à cette occasion.
L'AJEC 21 a soutenu le lancement de Bon pour le climat, une association labellisée COP 21 et COP 22, qui mobilise les restaurateurs français et marocains pour qu’ils proposent des plats bas carbone. Jean-Luc Fessard, membre du bureau de l'AJE, est très actif sur ces questions. Il a notamment organisé le 6 avril 2017 la rencontre Où vont l'agriculture et l'alimentation bio, stratégie, éthique, rachats-fusions.... Cette rencontre a bénéficié de la présence de 3 présidents d'organismes clés du bio : Stéphanie Pageot, présidente de la FNAB - Fédération nationale de l’agriculture biologique, Jean Verdier, président de Synabio (Réseau de plus de 160 entreprises représentant plus de la moitié du marché de la bio en France) et  Claude Gruffat, président de Biocoop.
Cette structure qui a été créée conjointement par l'AJE et les JNE témoigne des échanges nombreux qui ont toujours existé entre les membres des deux associations, qui se révèlent plus complémentaires que concurrentes.